# Lasionycta pulverea
Lasionycta pulverea es una especie de mariposa nocturna de la familia Noctuidae.
Tiene un rango restringido de población, siendo endémica de las laderas de las Montañas Rocosas de Alberta, entre las localidades de Nordegg a Blairmore, con un solo espécimen registrado en Lethbridge.
Habita en praderas subalpinas, es nocturna y es atraída por la luz.
La envergadura es de 29-34 mm para los machos y 32 mm para las hembras. Los adultos vuelan a principios y mediados de julio.
Esta especie es similar a otras especies de Lasionycta parduscas, particularmente Lasionycta promulsa y Lasionycta macleani. Se puede distinguir de ambas por su dorso posterior de dos tonos, con un punto discal delgado en forma de cheurón, de dos tonos con un punto más grueso en L. macleani y más uniformemente gris con un punto más pequeño en L. promulsa.